# 阿那萨吉人

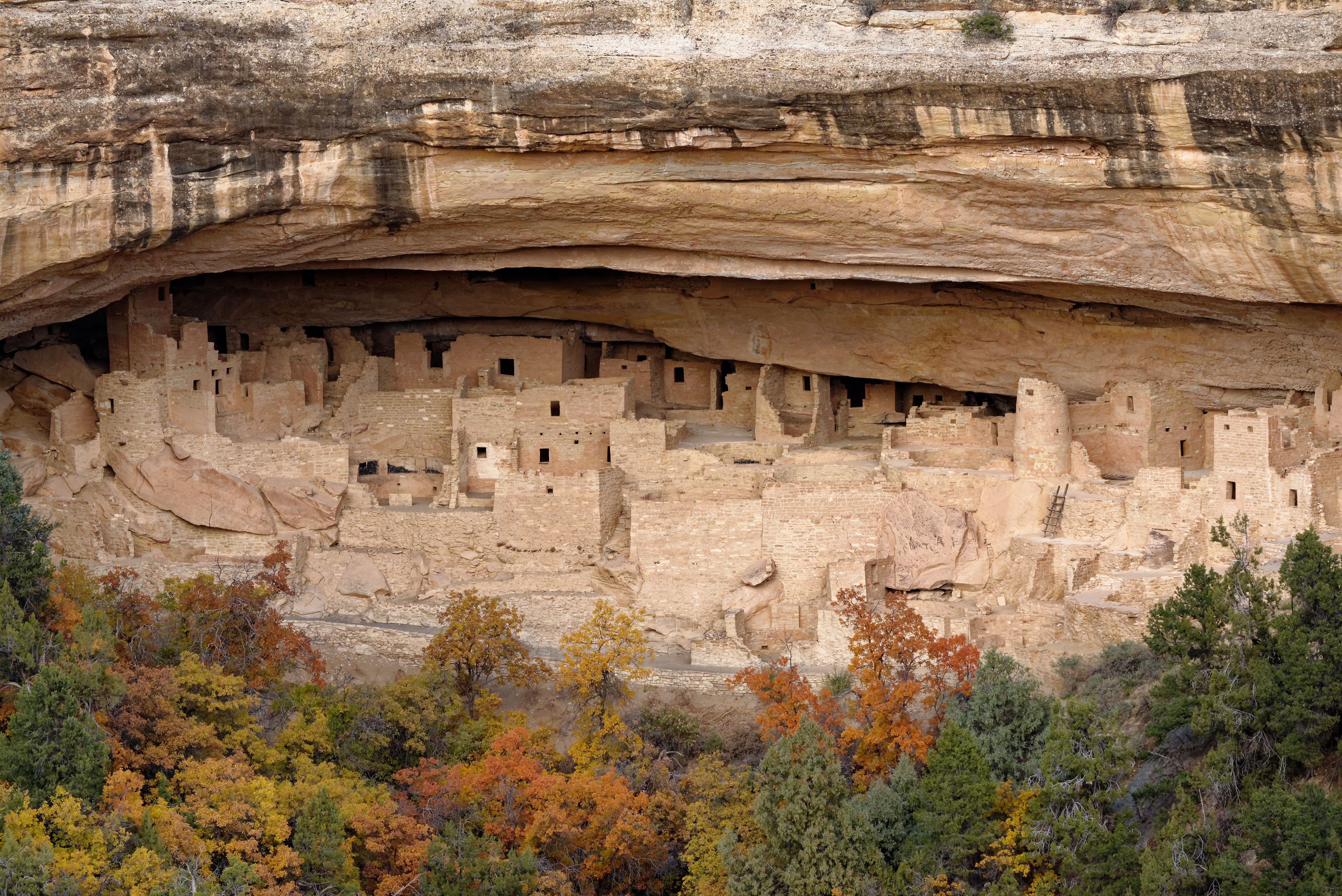
梅萨维德国家公园的悬崖建筑

阿那萨吉人，或称古普韦布洛人（Ancestral Puebloans），是北美西南地区的古代印第安文化。主要分布在美国亚利桑那州的北部高原。普韦布洛的建筑形式非常特别，房屋以土坯和石头制造，呈阶梯式排列。到了后期已出现大规模的水利设施。出土陶器有带状纹、螺旋纹等。

## 外部連結
- 氣候與古文明—阿納薩齊篇 （页面存档备份，存于）